# Seekers Ridge
Seekers Ridge är en bergstopp i Antarktis. Den ligger i Östantarktis. Nya Zeeland gör anspråk på området. Toppen på Seekers Ridge är 1 192 meter över havet.
Terrängen runt Seekers Ridge är bergig åt sydväst, men åt nordost är den kuperad. Trakten är obefolkad. Det finns inga samhällen i närheten. 